# Windows Media Video
Windows Media Video (WMV) er en fælles betegnelse for en række komprimerede video filformater. Disse formater kan bestå af flere forskellige proprietære codecs, alle udviklet af Microsoft. WMV er fællesbetegnelsen for alle de forskellige videocodecs som ofte pakkes sammen med WMA lyd i en ASF-container. Ofte når folk taler om en WMV-fil vil det dog omfatte hele filen, da filendelsen .wmv bruges for videoer med lyd pakket i ASF-containere. Det er dog lidt forkert da man kunne tro at de talte om videocodecet som også går under betegnelsen "WMV".
Det originale codec, kendt som WMV, var originalt designet som et internetstreaming format, i konkurrence med RealVideo. Gennem standardisering hos Society of Motion Picture and Television Engineers (SMPTE), er WMV codecet VC-1 (en af de nyeste WMV videocodecs) nu blevet et officielt codec til HD DVD og Blu-ray skiver.
WMV video kan også pakkes i AVI eller Matroska containere.